# اليكترا

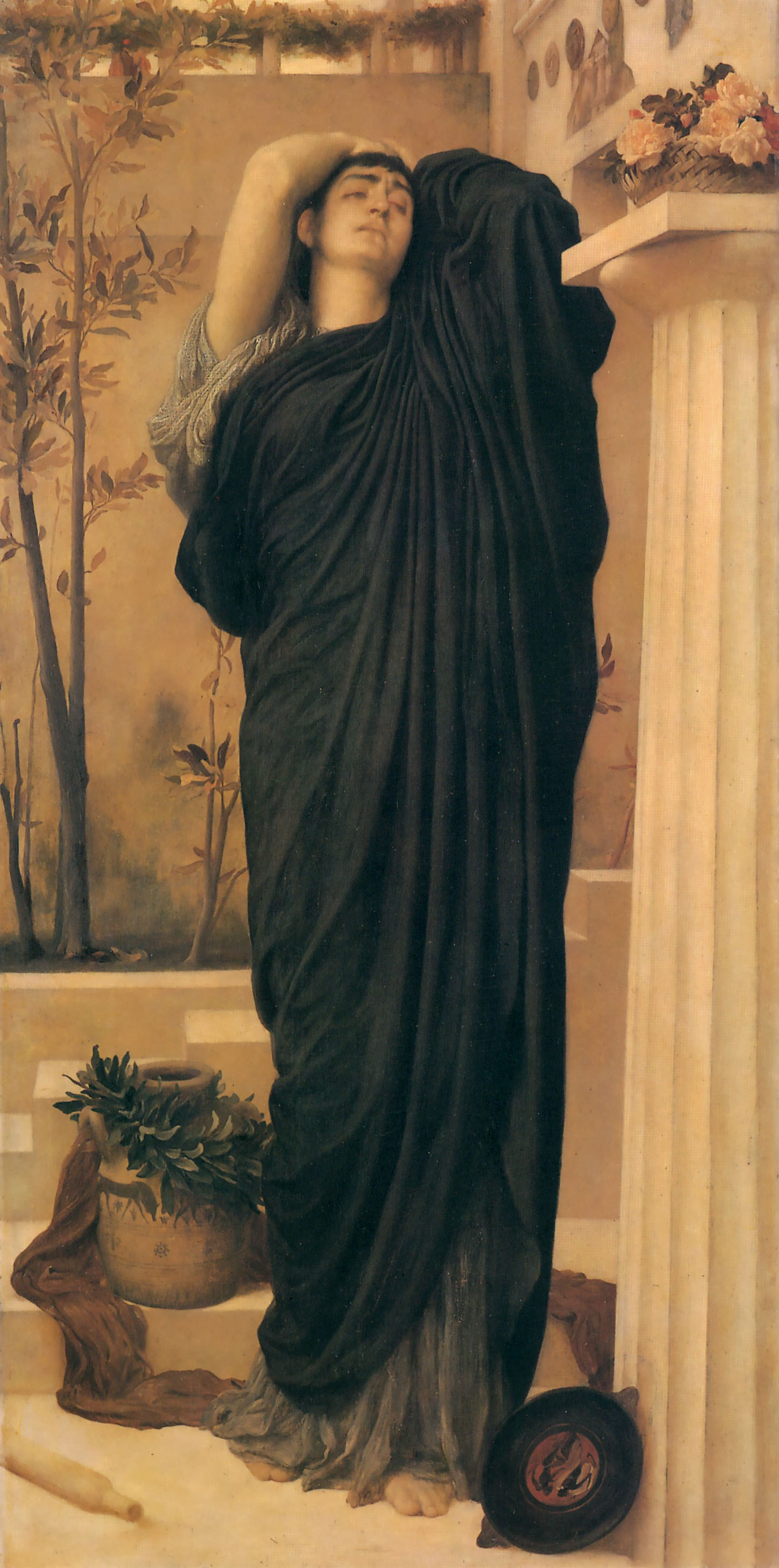
اليكترا في مقبرة أجاممنون، فريدريك ليتون (Frederic Leighton)، عام 1869

في الميثولوجيا الإغريقية، اليكترا (بالإنجليزية: Electra) ((باليونانية: Ἠλέκτρα)‏، اليكترا(Ēlektra)) كانت بنت الملك أجاممنون (Agamemnon) والملكة كلتمنسترا (Clytemnestra)،[بحاجة لمصدر] أميرة آرغوس. تآمرت هي وشقيقها أوريستيس للانتقام من أمهما كلتمنسترا وزوجها إيجسثوس بسبب قتل أبيهم أجاممنون.
إن اليكترا هي الشخصية الرئيسية في اثنين من أعمال التراجيديا، وهما اليكترا من أعمال سوفوكليس (Sophocles) واليكترا من أعمال يوربيديس (Euripides)، وكانت مصدر إلهام لأعمال أخرى. وفي علم النفس، تمت تسمية عقدة اليكترا على اسمها.

## الأسرة
كان والد اليكترا هو الملك أجاممنون ووالدتها الملكة كلتمنسترا. وأخواتها إفيجينيا وكريسوثيميس (Chrysothemis)، وكان أخوها أوريستيس. في الإلياذة، يُفهم أن هوميروس يشير إلى اليكترا في «لاوديس» على أنها ابنة أجاممنون.

## مقتل أجاممنون
اختفت اليكترا عن موكناي (Mycenae) عندما عاد والدها الملك أجاممنون من حصار طروادة إلى أن قتل، إما عن طريق إيجسثوس عاشق زوجة الملك أجاممنون، أو عن طريق كلتمنسترا نفسها، أو كليهما.[بحاجة لمصدر] وقد كانت كلتمنسترا تكن الضغينة لزوجها أجاممنون بسبب قتل ابنتهم الكبيرة إيفيجينيا، كتضحية لـآرتيمس أو أثينا (المتنازع عليهما [مِن قِبَل مَن؟]
). وقتل أيضًا إيجسثوس وكلتمنسترا كاساندرا، جائزة حرب الملك أجاممنون،[بحاجة لمصدر] كاهنة طروادة.[بحاجة لمصدر] وبعد ثماني سنوات، عادت اليكترا من أثينا مع شقيقها، أوريستيس. (الأوديسة، الجزء الثالث. 306؛ الخامس، 542).
وفقًا لـ بندار (بيثيا (Pythia)، الحادي عشر. 25)، 25)، وقد تم إنقاذ أوريستس على يد مربية عجوز أو على يد إلكترا نفسها ثم أُخذ إلى فانوت في جبل بارناسوس، حيث أصبح الملك ستروفيوس هو المسؤول عنه. وعندما بلغ أوريستيس 20 عامًا، أمره إله الدلفي بالعودة والثأر لمقتل والده.[بحاجة لمصدر]

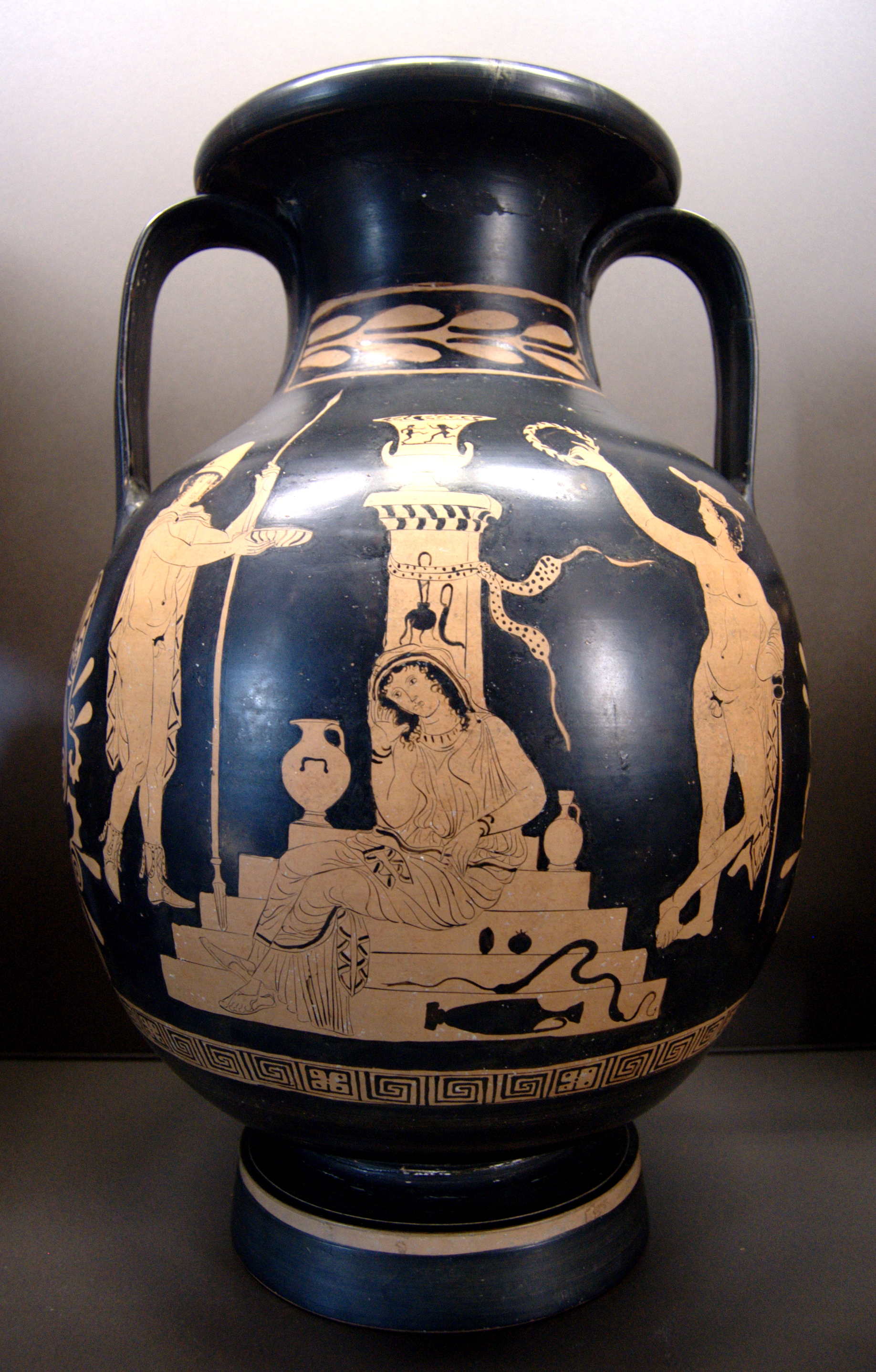
أوريستيس، واليكترا ووهيرميس عند مقبرة أجاممنون، في لوكنيا من البلك الأحمر حوالي. 380–370 قبل الميلادمتحف اللوفر (K 544)

## مقتل كلتمنسترا

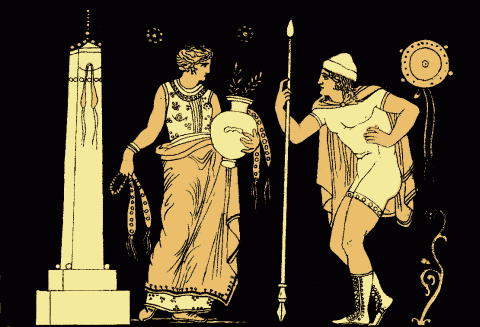
اليكترا وأوريستيس، من 1897 قصص من التراجيديا الإغريقية، لألفريد تشيرش

وفقًا لما قاله إسخيلوس، رأى أوريستيس وجه اليكترا أمام مقبرة أجاممنون، حيث المكان الذي ذهبا إليه لأداء الطقوس الدينية للموتى؛ وقررا كيفية انتقام أوريستيس لأبيه. قتل بولادس وأوريستيس كلتمنسترا وإيجسثوس (في بعض الروايات بمساعدة اليكترا).
وقبل وفاتها لعنت كلتمنسترا أوريستيس والمنتقمين أو الحاقدين، الذين تحملوا واجب معاقبة من ينتهك أواصر الأسرة، فيأتون لتعذيبه. لاحقوه وكانوا سببًا في إنهاء حياته. بينما لم تُعاقب اليكترا من قبل المنتقمين. أخذ أوريستيس ملجأ له في معبد دلفي. ويقال إن كاهنة عثرت عليه والدماء تغطيه، وأشباح الحاقدين تحلق حوله. ساعدته الراهبة على أن يغتسل من الدماء التي تلطخه ليتطهر منها. وبمجرد الانتهاء من الاغتسال سافر إلى أثينا لطلب الحماية هناك.
أثينا (تعرف أيضًا باسم إريا) استقبلته في أكروبوليس لـأثينا ورتبوا لمحاكمة رسمية للقضية أمام 12 قاضيًا في أتيكا. وطلب المنتقمون ضحاياهم؛ ودافع هو عن أوامر أبولو؛ وكانت آراء القضاة متساوية، بينما صوتت أثينا لبراءته.
في ايفيجينيا في توريس، يروى يوروبيدس (Euripides) الحكايات بشكل مختلف بعض الشيء. ادعى يوروبيدس أن أوريستيس دفعه المنتقمون للذهاب إلى توريس في البحر الأسود، حيث مُقام أخته ايفيجينيا. وتقابل الاثنان أوريستيس وبولادس حينما جاء إلى ايفيجينيا للاستعداد للتضحية من أجل أرتميس. وهربت ايفيجينيا وأوريستيس وبولادس من توريس. وفي النهاية، هدأ المنتقمون عن طريق لم شمل الأسرة مما تسبب في السيطرة على اضطهادهم.

## الأعمال التي عرضت قصة اليكترا

### المسرحيات
- أوريستيا (The Oresteia)، ثلاثة مسرحيات كتبها إسخيلوس
- اليكترا، مسرحية كتبها سوفوكليس
- اليكترا، مسرحية كتبها يوربيديس
- اليكترا، المسرحية المفقودة كتبها كوينتس توليوس شيشرون لا يعرف عنها إلا اسمها وكانت «تراجيديا على الأسلوب الإغريقي»
- اليكترا، مسرحية لـ جين جيراودوكس (Jean Giraudoux)
- اليكترا، دراما كتبها دانيلو كياس (Danilo Kiš)
- اليكترا (1901) مسرحية كتبها بينيتو بيريز جالدوز (Benito Pérez Galdós)
- اليكترا، أو سقوط الأقنعة (1954) مسرحية كتبها مارغريت يورسنار (Marguerite Yourcenar)
- اليكتريكداد، مسرحية كتبها لويس ألفارو (Luis Alfaro)، شكل جديد من أشكال تبني قصة اليكترا في الشيكانو باريو
- اليكترا، مسرحية كتبها هوجو فون هوفمانسثال (Hugo von Hofmannsthal)، استنادًا إلى مسرحية سوفوكليس.
- اليكترا (بدأت في 1949، أول عرض على المسرح 1987)، مسرحية كتبها عزرا بوند ورود فليمنج
- الذباب، مسرحية جان بول سارتر، وتحديث أسطورة اليكترا حول موضوع الوجودية.
- إنفامانتي اليكترا (Infamante Electra) (2005) مسرحية بنيامين جاليميري
- مولورا (2004) مسرحية يائيل فاربر
- العزاء أصبح اليكترا، مسرحية يوجين أونيل، على أساس مسرحية اسخيليوس

### الأوبرا
- اليكترا، لـريتشارد شتراوس، مع نص الأوبرا بواسطة هوجو فون هوفمانسثال، استنادًا إلى مسرحيته
- اليكترا، لـميكيس ثيودوراكيس
- العزاء أصبح اليكترا، بواسطة مارفين ديفيد ليفي، استنادًا إلى مسرحية يوجين أونيل
- أيدومينو، لـولفغانغ أماديوس موتسارت، حيث كانت تلعب دور العاشقة/الخائنة المرفوضة.
- اليكترا، أوبرا لـيوهان كريستيان فريدريش هيفنر، نص الكلمات بواسطة أدولف فريدريك ريستيل بعد نيكولا فرانسوا جويلارد. وكان أول أداء في 22 يونيو 1787 في دروتنينجولم(Drottningholm).

### الأفلام
- اليكترا، فيلم لـمايكل كاكويانيس، بطولة أيرن باباس، استنادًا إلى مسرحية يوربيديس.
- العزاء أصبح اليكترا (فيلم)، فيلم لـدودلي نيكولا، بطولة روزاليند روسيل ومايكل ريدجريف.
- إيللي، الفيلم الذي ينقل القصة بلغة جنوب الولايات المتحدة.
- سزيرليمين، اليكترا (اليكترا، حبيبتي)، فيلم لـ ميكلوس جانكسو(Miklós Jancsó)، بطولة ماري توروسيك(Mari Törőcsik).
- فيلها دا ماى، ومال ناسيدا، لمخرج الفيلم البرتغالي جواو كانيجو (João Canijo).
- إيليكترازينسويت(elektraZenSuite)، فيلم متوسط الطول لـ أليساندرو بروشيني(Alessandro Brucini)، استند إلى نصوص اسخيليوس وسوفوكليس ووليام شكسبير، وهوجو فون هوفمانسثال وسيلفا بلاث وزين بوديست الراهب تاكوان سوهو.
- اليكترا، فيلم شايمابراساد(Shyamaprasad)، بطولة نايانثارا (Nayanthara) ومانيشا كويرالا (Manisha Koirala) وبراكاش راج (Prakash Raj)، استنادًا إلى يوريبيدس.

### الموسيقى
- تراجيديا أوريستي واليكترا، ألبوم يعتمد على الذباب للفرقة البريطانية كرانيس.
- اليكترا، ألبوم لفرقة الراب الدنماركية سيسبيكت
- مارينا والدايموند ثاني ألبوم «قلب اليكترا» يعتمد على الشخصية التي رسمتها بالاسم ذاته وتحكي قصتها عبر هذا الألبوم، والذي يصور الجانب المظلم من الحلم الأمريكي مع عناصر المأساة اليونانية الواضحة وخاصة في رؤيتها وجماليتها.

### الأدب
- في دانتي أليغيري قصيدة الكوميديا الإلهية إنفيرنو، وتظهر اليكترا في ليمبو.
- اليكترا (لاوديس) هو البطل والمتحدث غير المسمى في قصيدة يانيس ريستوس الطويلة تحت ظل الجبل. هذه القصيدة جزء من الدورة المشار إليها بالعامية أوريستيا الجديد.

### الرسوم الهزلية
- في العالمالرسوم الهزلية الأعجوبة الشخصية اليكترا ناتشيوس تستند جزئيًا إلى اليكترا. في الصور الهزلية، تصبح اليكترا قاتلة بعد أن شهدت اغتيال والدها.[بحاجة لمصدر] عندما تم الكشف عن الخلفية الدرامية لاليكترا، اسم شقيقها هو أوريسيس ناتشيوس (Orestez Natchios)، ويدعى كلب أسرتهم أجاممنون [بحاجة لمصدر] على الرغم من نشر الصور الهزلية الأعجوبة قصتين متضاربتين لاليكترا ناتشيوس، [بحاجة لمصدر] في النسخة الأصلية قتل أورستيس والدتهم بعد مجموعة من الخيانات ألحقت بوالدهم بالعار[بحاجة لمصدر]

### الألعاب
- تم تجسيد شخصية اليكترا في لعبة دانتي انفيرنو، حيث يتمكن اللاعب فيها من الاختيار بين إما المعاقبة أو التبرئة عند رؤية اليكترا في ليمبو.
- اليكترا هي العالم في لعبة أو جيم

## وصلات خارجية
- Gilman، D. C.؛ Thurston، H. T.؛ Colby، F. M.، المحررون (1905). "article name needed". New International Encyclopedia (ط. 1st). New York: Dodd, Mead. {{استشهاد بموسوعة}}: النص "Electra" تم تجاهله (مساعدة) ويحتوي الاستشهاد على وسيط غير معروف وفارغs: |HIDE_PARAMETER21=، |HIDE_PARAMETER30=، |HIDE_PARAMETER26=، |HIDE_PARAMETER18=، |HIDE_PARAMETER17=، |HIDE_PARAMETER32=، |HIDE_PARAMETER22=، |HIDE_PARAMETER25=، |HIDE_PARAMETER33=، |HIDE_PARAMETER31=، |HIDE_PARAMETER20=، |HIDE_PARAMETER19=، |HIDE_PARAMETER24=، |HIDE_PARAMETER23=، |HIDE_PARAMETER29=، |HIDE_PARAMETER27=، و|HIDE_PARAMETER28= (مساعدة)